# Roterfeld
Roterfeld ist eine 2011 gegründete Rockband aus Vorarlberg/Österreich um den Sänger und Frontmann Aaron Roterfeld.

## Geschichte
Die Band begann als „Ein-Mann-Projekt“, bei dem Aaron Roterfeld das Debüt-Album Blood Diamond Romance mit verschiedenen namhaften Produzenten wie den Berman Brothers, Hiili Hiilesmaa und Frank Bornemann produzierte. Am 20. September 2011 erschien das erste Musikvideo zu der Single Great New Life, zehn Tage später erschien die Single. Am 14. Oktober 2011 erschien das Debüt-Album Blood Diamond Romance.
Mit dem Song Stop stieg Roterfeld von Null auf Platz 3 in die deutschen Clubcharts (DAC) und stieg in den Folgewochen auf Platz 2. Es war der höchste Charteinstieg, der je einem österreichischen Künstler in den deutschen Clubcharts gelang.
Ende November 2011 wurde der Song Great New Life vom Twilight Magazin Vampire Chronicles für die Kinokampagne zum Film Breaking Dawn – Biss zum Ende der Nacht, Teil 1 gewählt, woraufhin Aaron Roterfeld eine Unplugged-Tour durch Österreich machte und vor den Filmvorstellungen in den Kinosälen Great New Life spielte. Die Tour führte ihn durch Innsbruck, Wien, Graz, Salzburg und Linz. Für die Tour holte er sich den Gitarristen Marc Filler dazu, der schon zuvor am Debüt-Album mitgearbeitet hatte. Darüber hinaus wurde Roterfeld durch das Leser-Voting vom Sonic Seducer auf Platz 1 als „Bester Newcomer 2011“ gewählt.
Am 1. Mai 2012 erschien das Musikvideo zu Don’t Be Afraid of the Dark. In diesem Musikvideo sind neben Aaron Roterfeld nun auch die Musiker Marc Filler, Amandas Nadel, Thomas Pfaller, Andre Schwarz und Leandra Ophelia Dax zu sehen, die ab diesem Zeitpunkt offiziell Mitglied der Live-Band waren. Das Live-Debüt der Band fand am 6. Juni 2012 in der Remise in Bludenz statt.
Es folgten Auftritte auf großen Veranstaltungen wie Nova Rock, Blackfield Festival, M’era Luna Festival, Summer Breeze und dem Dark Storm Festival. 
Nach einer mehrjährigen Pause veröffentlichte Roterfeld 2017 die Singles King of This Land und Bring Your Own Star to Life als Vorabauskopplungen aus dem Album Hamlet at Sunset, welches im Mai 2018 erschien und von der Musikpresse überwiegend positiv aufgenommen wurde.
Der Orkus beschrieb Hamlet at Sunset als „ein ganz wunderbar vielschichtiges, lebendiges, dynamisches, höchst abwechslungsreiches Dark-Rock-Album zum mindestens Zehn-Mal-nacheinander-anhören-Wollen“. Der Sonic Seducer kritisierte angesichts des Stilmixes aus „eingängigen Dark-Rock-Elementen“, Anklängen an skandinavischen Symphonic-Metal, „opulente Orchesterpassagen“ und „lupenreinem Gitarrenrock“ das Fehlen einer klaren Linie. Das SLAM alternative music magazine bescheinigte Roterfeld ein „eindrucksvolles“ Comeback-Album „mit immenser Langlebigkeit“.
Die Livepremiere der dritten Singleauskopplung I Want More und weiterer Songs aus Hamlet at Sunset erfolgte am 11. Juli 2018 am Brandenburger Tor in Berlin im Rahmenprogramm der Übertragung des Halbfinales der Fußball-Weltmeisterschaft 2018.

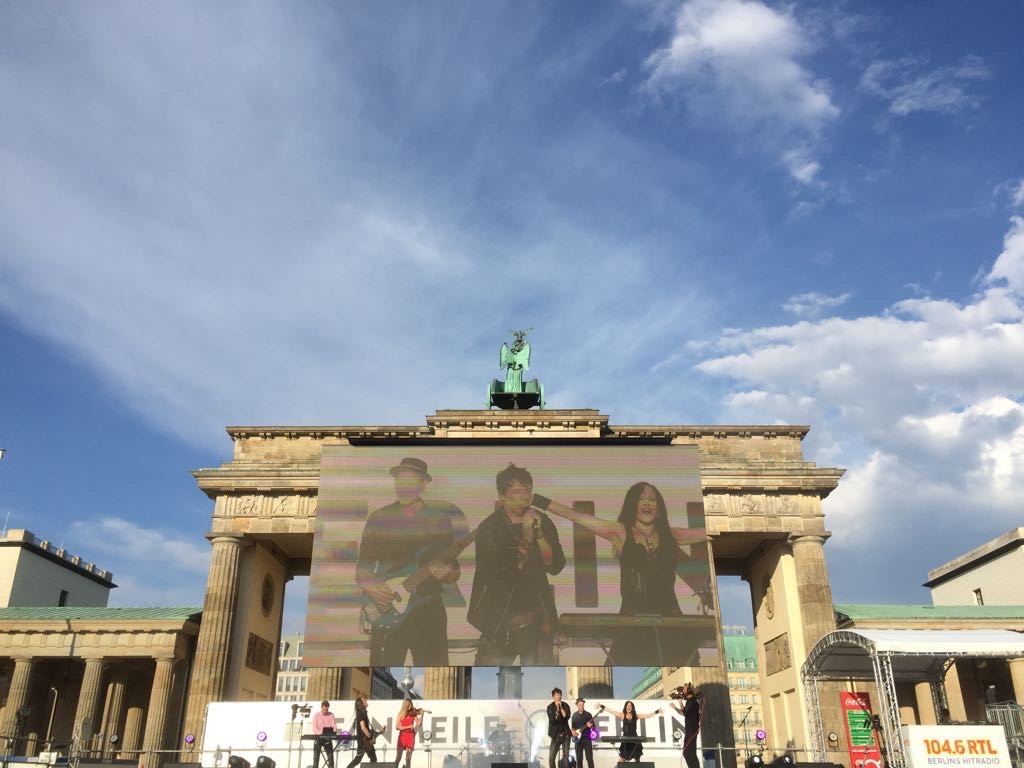
Roterfeld live in Berlin 2018

Als vierte Auskopplung aus Hamlet at Sunset wurde im März 2019 der Song Sea of Stones als Single veröffentlicht.

## Auszeichnungen
Anfang 2012 wurde Roterfeld für den Amadeus Austrian Music Award 2012 in der Kategorie „Hard & Heavy“ nominiert.

## Stil
Musikalisch ist Roterfeld zwischen Dark Rock und Alternative Pop eingeordnet. Das Album Blood Diamond Romance reicht musikalisch von hart verzerrten Gitarrenriffs über Orchesterklänge und Synthesizer-Sounds bis hin zu rein akustischen Songs. Die Songs von Roterfeld werden ausschließlich von Aaron Roterfeld komponiert. Die Songtexte von Roterfeld sind bis auf zwei Ausnahmen in englischer Sprache gehalten. Den Song Don’t Be Afraid of the Dark hat Roterfeld auch als eine „German Version“ in deutscher Sprache veröffentlicht. Auf dem Album Hamlet at Sunset ist außerdem der deutschsprachige Song Flieg erschienen.

## Diskografie

### Alben
- 2011: Blood Diamond Romance
- 2018: Hamlet at Sunset

### Singles
- 2011: Stop
- 2011: Great New Life
- 2017: King of This Land
- 2018: Bring Your Own Star to Life
- 2018: I Want More
- 2019: Sea of Stones

## Film
Vom 27. bis 29. September 2012 spielten Roterfeld für den Film Edge Becs des Wiener Filmemachers Harald Huto den Song „Great New Life“ auf dem Dach der Wiener Sargfabrik. Der Independent-Film erscheint im Februar 2013. Aaron Roterfeld spielt in dem Film auch eine kleine Nebenrolle, in der er in einer fiktiven Situation in der Wiener Drahdiwaberlgasse auf den Popsänger Falco trifft.